# 카로스 타악기 앙상블
카로스 타악기 앙상블(Karos Percussion Ensemble)은 서울을 거점으로 하는 대한민국의 대표적인 타악기 연주단이다.

## 역사
한국을 대표하는 타악기 연주자인 이영완은 서울대학교 음악대학을 졸업하고 1989년 타악기 연주의 불모지였던 당시 대한민국에서 최초로 프로 타악기 앙상블을 조직하고 지도 및 육성하여 오늘날 세계 최고로 인정받는 카로스 타악기 앙상블 팀을 이끌고 있다. 그만의 독특한 교수법으로 수많은 제자들을 가르쳤으며, 그의 제자들 중 상당수를 세계적으로 인정받는 음악가로 키워냈다.
그는 창작 음악에 깊은 관심과 열정으로 국내 타악기 창작 음악을 세계 시장에 알리고, 타악기 음악을 통하여 한국을 세계에 세우는 큰 역할을 담당하고 있으며, 연간 100여 회의 왕성한 연주활동을 하고 있다. 또한 지속적인 음반 작업으로 10여 장의 음반을 만들며 수많은 음악회를 기획, 감독하고 있는 그는 KBS교향악단에서 33년간 수석 팀파니스트로 활동하면서 카로스 타악기 앙상블의 음악감독 및 지휘를 맡고 있다.
한국의 마림바 연주 1인자인 윤경화는 선화예술고등학교, 연세대학교 음악대학, 빈 국립음악예술대학교 최고 연주자 과정을 졸업하고 KBS 신인 음악 콩쿠르 입상, 새천년 세계무대의 주역들 타악기 부문 선정, 독일 WUPPERTAL SYMPHONY 오케스트라 (신년 음악회) 협연, Klangsommer in JAPAN International Music Festival Marimba Solist, KBS교향악단·전주시립교향악단·군산시립교향악단·목포시립교향악단·포항시립교향악단·경북도립교향악단·제주도립교향악단 협연 및 오스트리아 비엔나 국립 음대 초청 Marimba 독주회, KBS 세기를 여는 음악가 시리즈 Marimba 독집, Bach Suit Marimba 독집 출반, 빈 국립음악예술대학교 Schlagzeug GASTKURS 초청 객원 교수 역임, 연세대학교·이화여자대학교 겸임교수, 수원대학교 객원교수, 강원대학교·충남대학교·한세대학교·총신대학교 강사 역임 등의 경력을 갖고 있으며 현재 카로스 타악기 앙상블 대표와 악장을 맡고 있다.

## 연주단원
- 부악장 김재신 : 창단 멤버, 서울대학교 음악대학 졸업, 서울종합예술학교 타악기 겸임교수 역임
- 수석 이현정 : 창단 멤버, 추계예술대학교 졸업, ACL 아시아 작곡가 연맹 최우수 연주자상 수상, 2023 서울시 지원‘다함께 타타타’강사
- 솔로 팀파니스트 김영윤 : 서울대학교 음악대학 졸업, 단국대학교 음악대학원 관현악 지휘 석사 졸업, 현 수원시립교향악단 Timpanist, 페스티벌 필하모닉 상임 지휘자
- 부수석 이현경 : 충남대학교 예술대학 관현악과 졸업, 연세대학교 음악대학 대학원 수료, 2023 서울시 지원‘다함께 타타타’강사
- 단원 유연주 : 연세대학교 음악대학 졸업, 템플대학교 석사 과정 중
- 단원 한현제 : 경희대학교 음악대학 졸업
- 단원 홍민지 : 서울예술고등학교 졸업, 빈 국립음악예술대학교 재학 중
- 단원 임정하 : 이화여자대학교 음악대학 재학 중
- 단원 한다니엘 : 연세대학교 음악대학 재학 중
- 단원 김민지 : 이화여자대학교 음악대학 졸업
- 단원 김다은 : 2회 음악저널 유럽데뷔 콩쿠르 1위, 수원대학교 음악대학 재학 중
- 단원 윤건희 : International BTHVN Wien Competition 1위, 예원학교 재학 중 자퇴
- 스페셜 드러머 정지훈 : 파리 9 conservatoire 졸업, 프랑스 Ecole Nationale de Musique de Fresnes.졸업, KBS관현악단 감독 역임
- 단원 피아노 이승현 : 연세대학교 음악대학 및 동대학원 졸업
- 단원 피아노 이수미 : 연세대학교 음악대학 졸업 및 동대학원 피아노 석사

## 언론 보도
- 뉴스코리아 2021.12.29 "「2021올데이뮤직」카로스 타악기 앙상블의 멋진 연주" https://www.newskorea.ne.kr/news/articleView.html?idxno=4162
- 스포츠동아 2024.03.19 "김희성 파이프오르간 독주회 with 카로스 타악기 앙상블 ‘오직 감사’[공연]" https://sports.donga.com/article/all/20240319/124046132/2
- 동아일보 2024.08.02 "타악기로만 35년, 감동의 두드림" https://www.donga.com/news/Culture/article/all/20240802/126270139/2
- 스포츠조선 2024.08.02 "‘카로스 타악기 앙상블’, 20일 창단 35주년 정기연주회 개최" https://sports.chosun.com/entertainment/2024-08-02/202408020100018040002368
- 오마이뉴스 2024.07.17 "세계적 수준의 타악기 공연을 양천구에서 무료로 즐기는 방법" https://www.ohmynews.com/NWS_Web/View/at_pg.aspx?CNTN_CD=A0003045972&CMPT_CD=SEARCH